# Japan i olympiska sommarspelen 2000
Japan deltog i de olympiska sommarspelen 2000 med en trupp bestående av 266 deltagare, 156 män och 110 kvinnor, och de tog totalt 18 medaljer.

## Medaljer

### Guld
- Naoko Takahashi - Friidrott, maraton
- Tadahiro Nomura - Judo, lätt lättvikt 60 kg
- Makoto Takimoto - Judo, lätt medelvikt 81 kg
- Kosei Inoue - Judo, lätt tungvikt 100 kg
- Ryoko Tamura - Judo, lätt lättvikt 48 kg

### Silver
- Katsuhiko Nagata - Brottning, grekisk-romersk stil 69 kg
- Shinichi Shinohara - Judo, tungvikt +100 kg
- Noriko Narazaki - Judo, medellättvikt 52 kg
- Miya Tachibana och Miho Takeda - Konstsim, par
- Juri Tatsumi, Yoko Yoneda, Yuko Yoneda, Rei Jimbo, Ayano Egami, Raika Fujii, Miya Tachibana, Yoko Isoda och Miho Takeda - Konstsim, lag
- Mai Nakamura - Simning, 100 m ryggsim
- Yasuko Tajima - Simning, 400 m individuell medley
- Softbollandslaget damer (Reika Utsugi, Miyo Yamada, Noriko Yamaji, Haruka Saito, Juri Takayama, Hiroko Tamoto, Mariko Masubuchi, Naomi Matsumoto, Emi Naito, Kazue Ito, Yoshimi Kobayashi, Shiori Koseki, Misako Ando, Yumiko Fujii och Taeko Ishikawa)

### Brons
- Kie Kusakabe - Judo, lättvikt 57 kg
- Mayumi Yamashita - Judo, tungvikt +78 kg
- Miki Nakao - Simning, 200 m ryggsim
- Junko Onishi, Masami Tanaka, Sumika Minamoto och Mai Nakamura - Simning, 4 x 100 m medley
- Yoriko Okamoto - Taekwondo, medelvikt

## Badminton
Herrsingel
- Hidetaka Yamada
  - 32-delsfinal: Bye
  - Sextondelsfinal: Förlorade mot Tautik Hidayat från Indonesien
- Keita Masuda
  - 32-delsfinal: Bye
  - Sextondelsfinal: Förlorade mot Xia Xuanze från Kina

Damsingel
- Kanako Yonekura
  - 32-delsfinal: Besegrade Tatiana Vattier från Frankrike
  - Sextondelsfinal: Besegrade Anu Weckstrom från Finland
  - Åttondelsfinal: Förlorade mot Dai Yun från Kina
- Yasuko Mizui
  - 32-delsfinal: Bye
  - Sextondelsfinal: Besegrade Marina Yakusheva från Ryssland
  - Åttondelsfinal: Besegrade Julia Mann från Storbritannien
  - Quarterfinal: Förlorade mot Gong Zhichao från Kina
- Takako Ida
  - 32-delsfinal: Bye
  - Sextondelsfinal: Förlorade mot Mette Sorensen från Danmark

Damdubbel
- Haruko Matsuda, Yoshiko Iwata
  - Sextondelsfinal: Defeated Amrita Sawaram, Marie-Helene Valerie Pierre från Mauritius
  - Åttondelsfinal: Lost to Qin Yiyuan, Gao Ling från Kina
- Satomi Igawa, Hiroko Nagamine
  - Sextondelsfinal: Lost to Irina Rousliakova, Marina Yakusheva från Ryssland

## Baseboll
I gruppspelet mötte alla lag varandra och de fyra bästa lagen (Kuba, USA, Sydkorea och Japan) gick vidare. 
| Nation        | Segrar | Förluster | Tiebreaker |
| ------------- | ------ | --------- | ---------- |
| Kuba          | 6      | 1         | 1-0        |
| USA           | 6      | 1         | 0-1        |
| Sydkorea      | 4      | 3         | 1-0        |
| Japan         | 4      | 3         | 1-0        |
| Nederländerna | 3      | 4         |            |
| Italien       | 2      | 5         | 1-0        |
| Australien    | 2      | 5         | 0-1        |
| Sydafrika     | 1      | 6         |            |

Slutspel
|  | Semifinaler  | Semifinaler |   |  | Final        | Final |  |
|  |              |             |   |  |              |       |  |
|  | 26 september |             |   |  |              |       |  |
|  | Kuba         | 3           |   |  |              |       |  |
|  | Japan        | 0           |   |  |              |       |  |
|  |              |             |   |  |              |       |  |
|  |              |             |   |  | 27 september |       |  |
|  |              |             |   |  | Kuba         | 0     |  |
|  |              | USA         | 4 |  |              |       |  |
|  |              |             |   |  |              |       |  |
|  |              |             |   |  |              |       |  |
|  |              |             |   |  |              |       |  |
|  | 26 september |             |   |  |              |       |  |
|  | USA          | 3           |   |  |              |       |  |
|  | Sydkorea     | 2           |   |  |              |       |  |

Bronsmatch
| width="120" | width="60" \| Resultat |       |
| ----------- | ---------------------- | ----- |
| Sydkorea    | 3 - 1                  | Japan |

## Boxning
Bantamvikt
- Kazumasa Tsujimoto
  - Omgång 1 — Besegrade Hassan Oucheikh från Marocko
  - Omgång 2 — Förlorade mot Guillermo Rigondeaux från Kuba (gick inte vidare)

Fjädervikt
- Hidehiko Tsukamoto
  - Omgång 1 — Förlorade mot Yosvani Aguilera från Kuba (gick inte vidare)

## Bågskytte
| Herrarnas individuella |                   |                        |                   |               |                       |             |                      |                          |                      |
|                        | Masafumi Makiyama | Masafumi Makiyama      | Masafumi Makiyama | Yuji Hamano   | Yuji Hamano           | Yuji Hamano | Takayoshi Matsushita | Takayoshi Matsushita     | Takayoshi Matsushita |
| 1/32 eliminations      | Besegrade         | Alexandr Li Kazakstan  | 151-150           | Förlorade mot | Ilario Di Buò Italien | 163-158     | Förlorade mot        | Grzegorz Targonski Polen | 166-164              |
| Sextondelsfinal        | Besegrade         | Matteo Bisiani Italien | 162-159           | -             | -                     | -           | -                    | -                        | -                    |
| Åttondelsfinal         | Förlorade mot     | Kyo-Moon Oh Sydkorea   | 166-160           | -             | -                     | -           | -                    | -                        | -                    |
| Kvartsfinal            | -                 | -                      | -                 | -             | -                     | -           | -                    | -                        | -                    |
| Semifinal              | -                 | -                      | -                 | -             | -                     | -           | -                    | -                        | -                    |
| Final                  | -                 | -                      | -                 | -             | -                     | -           | -                    | -                        | -                    |
|                        | -                 | -                      | -                 | -             | -                     | -           | -                    | -                        | -                    |

| Damernas individuella |                 |                                 |                 |               |                    |              |
|                       | Sayoko Kawauchi | Sayoko Kawauchi                 | Sayoko Kawauchi | Mayumi Asano  | Mayumi Asano       | Mayumi Asano |
| 32-delsfinal          | Besegrade       | Denisse Astrid van Lamoen Chile | 151-146         | Förlorade mot | Jianping Yang Kina | 156-154      |
| Sextondelsfinal       | Besegrade       | Kate Fairweather Australien     | 160-156         | -             | -                  | -            |
| Åttondelsfinal        | Besegrade       | Karen Scatotto USA              | 159-157         | -             | -                  | -            |
| Kvartsfinal           | Förlorade mot   | Nam-Soon Kim Sydkorea           | 114-100         | -             | -                  | -            |
|                       | 5:e plats       | 5:e plats                       | 5:e plats       | 40:e plats    | 40:e plats         | 40:e plats   |

Herrarnas lagtävling
- Makiyama, Matsushita, Hamano — Åttondelsfinal, 14:e plats (0-1)

## Cykling

### Mountainbike
Herrarnas terränglopp
- Raita Suzuki
  - Final — Varvad (34:e plats)

Damernas terränglopp
- Hiroko Nambu
  - Final — 2:06:13.88 (26:e plats)

### Landsväg
Herrarnas linjelopp
- Yoshiyuki Abe
  - Final — DNF

Damernas linjelopp
- Miho Oki
  - Final — 3:12:40 (40:e plats)

### Bana
Herrarnas sprint
- Shinichi Ota
  - Kval — 10.603
  - Återkval — 2:a plats — Heat 2
  - First Round — Förlorade mot Viesturs Berzins från Lettland
- Tomohiro Nagatsuka
  - Kval — 10.595
  - Återkval — 3:e plats — Heat 1
  - First Round — Förlorade mot Pavel Buran från Tjeckien

Herrarnas tempolopp
- Narihiro Inamura
  - Final — 01:05.085 (9th place)

Herrarnas poänglopp
- Makoto Iljima
  - Poäng — 6
  - Varv efter — 2 (16th place)

Herrarnas keirin
- Shinichi Ota
  - Första omgången — Heat — 1; Plats — 3
  - Återkval — Heat — 1; Place — 2
  - Andra omgången — Heat — 2; Plats — 6 (gick inte vidare)
- Yuichiro Kamiyama
  - Första omgången — Heat — 3; Plats — 6
  - Återkval — Heat — 3; DNF (gick inte vidare)

Herrarnas sprint
- Narihiro Inamura, Yuichiro Kamiyama, Tomohiro Nagatsuka
  - Kval — 45.406
  - Andra omgången — 45.264 (gick inte vidare)

Damernas poänglopp
- Akemi Morimoto
  - Poäng — 0 (16:e plats)

## Fotboll
Herrar
| Nr          | Namn               | Födelsedatum      | Klubb                     |
| Målvakter   | Målvakter          | Målvakter         | Målvakter                 |
| ----------- | ------------------ | ----------------- | ------------------------- |
| 1           | Seigo Narazaki     | 15 april 1976     | Nagoya Grampus Eight      |
| 18          | Ryota Tsuzuki      | 1 april 1978      | Gamba Osaka               |
| Försvarare  |                    |                   |                           |
| 2           | Yuji Nakazawa      | 25 februari 1978  | Verdy Kawasaki            |
| 3           | Naoki Matsuda      | 14 mars 1977      | Yokohama F. Marinos       |
| 4           | Ryuzo Morioka      | 7 oktober 1975    | Shimizu S-Pulse           |
| 5           | Tsuneyasu Miyamoto | 7 februari 1977   | Gamba Osaka               |
| 16          | Koji Nakata        | 9 juli 1979       | Kashima Antlers           |
| Mittfältare |                    |                   |                           |
| 6           | Junichi Inamoto    | 18 september 1979 | Gamba Osaka               |
| 7           | Hidetoshi Nakata   | 22 januari 1977   | AS Roma                   |
| 8           | Tomakazu Myojin    | 24 januari 1978   | Kashiwa Reysol            |
| 10          | Shunsuke Nakamura  | 24 juni 1978      | Yokohama F. Marinos       |
| 11          | Atsuhiro Miura     | 24 juli 1974      | Yokohama F. Marinos       |
| 12          | Tomoyuki Sakai     | 29 juni 1979      | JEF United Ichihara Chiba |
| 14          | Masashi Motoyama   | 20 juni 1979      | Kashima Antlers           |
| 15          | Norihiro Nishi     | 9 maj 1980        | Júbilo Iwata              |
| Anfallare   |                    |                   |                           |
| 9           | Tomoyuki Hirase    | 23 maj 1977       | Kashima Antlers           |
| 13          | Atsushi Yanagisawa | 27 maj 1977       | Kashima Antlers           |
| 17          | Naohiro Takahara   | 4 juni 1979       | Júbilo Iwata              |

Gruppspel
| Lag       | S | V | O | F | GM | IM | MS | P |
| --------- | - | - | - | - | -- | -- | -- | - |
| Brasilien | 3 | 2 | 0 | 1 | 5  | 4  | +1 | 6 |
| Japan     | 3 | 2 | 0 | 1 | 4  | 3  | +1 | 6 |
| Sydafrika | 3 | 1 | 0 | 2 | 5  | 5  | 0  | 3 |
| Slovakien | 3 | 1 | 0 | 2 | 4  | 6  | −2 | 3 |

Slutspel
|  | Kvartsfinaler            | Kvartsfinaler            |                       |       | Semifinaler | Semifinaler |  |  | Final                 | Final |
|  |                          |                          |                       |       |             |             |  |  |                       |       |
|  | 23 september - Adelaide  |                          |                       |       |             |             |  |  |                       |       |
|  |                          |                          |                       |       |             |             |  |  |                       |       |
|  | USA (str.)               | 2 (5)                    |                       |       |             |             |  |  |                       |       |
|  | USA (str.)               | 2 (5)                    | 26 september - Sydney |       |             |             |  |  |                       |       |
|  | Japan                    | 2 (4)                    |                       |       |             |             |  |  |                       |       |
|  | Japan                    | 2 (4)                    | USA                   | 1     |             |             |  |  |                       |       |
|  | 23 september - Sydney    |                          | USA                   | 1     |             |             |  |  |                       |       |
|  |                          | Spanien                  | 3                     |       |             |             |  |  |                       |       |
|  | Italien                  | Spanien                  | 3                     | 0     |             |             |  |  |                       |       |
|  | Italien                  |                          | 30 september - Sydney | 0     |             |             |  |  |                       |       |
|  | Spanien                  | 1                        |                       |       |             |             |  |  |                       |       |
|  | Spanien                  | 1                        | Spanien               | 2 (3) |             |             |  |  |                       |       |
|  | 23 september - Brisbane  |                          | Spanien               | 2 (3) |             |             |  |  |                       |       |
|  |                          | Kamerun (str.)           | 2 (5)                 |       |             |             |  |  |                       |       |
|  | Brasilien                | Kamerun (str.)           | 2 (5)                 | 1     |             |             |  |  |                       |       |
|  | Brasilien                | 26 september - Melbourne |                       | 1     |             |             |  |  |                       |       |
|  | Kamerun (e.f.)           | 2                        |                       |       |             |             |  |  |                       |       |
|  | Kamerun (e.f.)           | 2                        | Kamerun               | 2     | Bronsmatch  | Bronsmatch  |  |  |                       |       |
|  | 23 september - Melbourne |                          | Kamerun               | 2     | Bronsmatch  | Bronsmatch  |  |  |                       |       |
|  |                          | Chile                    | 1                     |       |             |             |  |  |                       |       |
|  | Chile                    | Chile                    | 1                     | 4     | USA         | 0           |  |  |                       |       |
|  | Chile                    |                          |                       | 4     | USA         | 0           |  |  |                       |       |
|  | Nigeria                  | 1                        |                       | Chile | 2           |             |  |  |                       |       |
|  | Nigeria                  | 1                        |                       |       | 2           |             |  |  |                       |       |
|  |                          |                          |                       |       |             |             |  |  | 29 september - Sydney |       |
|  |                          |                          |                       |       |             |             |  |  |                       |       |

## Friidrott
Herrarnas 100 meter
- Shingo Kawabata
  - Omgång 1 — 10.39
  - Omgång 2 — 10.6 (gick inte vidare)
- Koji Ito
  - Omgång 1 — 10.45
  - Omgång 2 — 10.25
  - Semifinal — 10.39 (gick inte vidare)
- Shigeyuki Kojima
  - Omgång 1 — 10.59 (gick inte vidare)

Herrarnas 200 meter
- Shingo Suetsugu
  - Omgång 1 — 20.6
  - Omgång 2 — 20.37
  - Semifinal — 20.69 (gick inte vidare)
- Koji Ito
  - Omgång 1 — 20.75
  - Omgång 2 — 20.56
  - Semifinal — 20.67 (gick inte vidare)

Herrarnas 400 meter
- Jun Osakada
  - Omgång 1 — 45.88
  - Omgång 2 — 46.15 (gick inte vidare)
- Takahiko Yamamura
  - Omgång 1 — 46.25 (gick inte vidare)
- Kenji Tabata
  - Omgång 1 — 46.59 (gick inte vidare)

Herrarnas 5 000 meter
- Toshinari Takaoka
  - Omgång 1 — 13:29.99
  - Final — 13:46.90 (15:e plats)
- Katsuhiko Hanada
  - Omgång 1 — 13:41.31 (gick inte vidare)

Herrarnas 10 000 meter
- Toshinari Takaoka
  - Omgång 1 — 27:59.95
  - Final — 27:40.44 (7:e plats)
- Katsuhiko Hanada
  - Omgång 1 — 27:45.13
  - Final — 28:08.11 (15:e plats)

Herrarnas 110 meter häck
- Satoru Tanigawa
  - Omgång 1 — 13.74
  - Omgång 2 — 13.94 (gick inte vidare)

Herrarnas 400 meter häck
- Kazuhiko Yamazaki
  - Omgång 1 — 50.15 (gick inte vidare)
- Hideaki Kawamura
  - Omgång 1 — 50.68 (gick inte vidare)
- Dai Tamesue
  - Omgång 1 — 01:01.81 (gick inte vidare)

Herrarnas 4 x 100 meter stafett
- Nobuharu Asahara, Koji Ito, Shingo Kawabata, Shigeyuki Kojima, Shingo Suetsugu
  - Omgång 1 — 38.52
  - Semifinal — 38.31
  - Final — 38.66 (6:e plats)

Herrarnas 4 x 400 meter stafett
- Shunji Karube, Jun Osakada, Kenji Tabata, Takahiko Tamamura
  - Omgång 1 — 03:05.21
  - Semifinal — 03:13.63 (gick inte vidare)

Herrarnas släggkastning
- Koji Murofushi
  - Kval — 78.49
  - Final — 76.60 (9:e plats)

Herrarnas längdhopp
- Masaki Morinaga
  - Kval — 7.84 (gick inte vidare)
- Daisuke Watanabe
  - Kval — NM (gick inte vidare)

Herrarnas tresteg
- Takamori Sugibayashi
  - Kval — 16.67 (gick inte vidare)

Herrarnas höjdhopp
- Takahisa Yoshida
  - Kval — 2.15 (gick inte vidare)

Herrarnas stavhopp
- Manabu Yokoyama
  - Kval — 5.55 (gick inte vidare)

Herrarnas 20 kilometer gång
- Satoshi Yanagisawa
  - Final — 1:25:03 (22:e plats)
- Daisuke Ikeshima
  - Final — 1:25:34 (27:e plats)

Herrarnas 50 kilometer gång
- Fumio Imamura
  - Final — 4:13:28 (36:e plats)
- Akihiko Koike
  - Final — DQ

Herrarnas maraton
- Shinji Kawashima
  - Final — 2:17:21 (21:e plats)
- Nobuyoki Sato
  - Final — 2:20:52 (41:e plats)
- Takayuki Inubushi
  - Final — DNF

Damernas 5 000 meter
- Yoshiko Ichikawa
  - Omgång 1 — 15:23.41 (gick inte vidare)
- Megumi Tanaka
  - Omgång 1 — 15:39.83 (gick inte vidare)
- Michiko Shimizu
  - Omgång 1 — 15:48.20 (gick inte vidare)

Damernas 10 000 meter
- Harumi Hiroyama
  - Omgång 1 — 32:07.68
  - Final — 32:24.17 (20:e plats)
- Chiemi Takahashi
  - Omgång 1 — 32:34.70
  - Final — 31:52.59 (15:e plats)
- Yuko Kawakami
  - Omgång 1 — 32:36.60
  - Final — 31:27.44 (10:e plats)

Damernas 100 meter häck
- Yvonne Kanazawa
  - Omgång 1 — 13.13
  - Omgång 2 — 13.11
  - Semifinal — 13.16 (gick inte vidare)

Damernas höjdhopp
- Yoko Ota
  - Kval — 1.94
  - Final — 1.90 (11:e plats)
- Miki Imai
  - Kval — 1.92 (gick inte vidare)

Damernas maraton
- Naoko Takahashi
  - Final — 2:23:14 (Guld)
- Eri Yamaguchi
  - Final — 2:27:03 (7th place)
- Ari Ichihashi
  - Final — 2:30:34 (15th place)

## Fäktning
Herrarnas florett
- Naoto Okazaki

Herrarnas sabel
- Masashi Nagara

Damernas florett
- Yuko Arai
- Miwako Shimada

## Kanotsport
Sprint
Damernas K-1 500 m
- Sayuri Maruyama
  - Kvalheat — 02:00,833 (gick inte vidare)

Slalom
Herrarnas K-1 slalom
- Taro Ando
  - Kval — 442,64 (gick inte vidare)

## Segling
470
- Eiichiro Hamazaki och Yuji Miyai
  - Lopp 1 — 19
  - Lopp 2 — (22)
  - Lopp 3 — (26)
  - Lopp 4 — 13
  - Lopp 5 — 4
  - Lopp 6 — 16
  - Lopp 7 — 17
  - Lopp 8 — 18
  - Lopp 9 — 10
  - Lopp 10 — 16
  - Lopp 11 — 20
  - Final — 133 (18:e plats)

Mistral
- Masako Imai
  - Lopp 1 — 6
  - Lopp 2 — 12
  - Lopp 3 — 10
  - Lopp 4 — 10
  - Lopp 5 — (15)
  - Lopp 6 — 5
  - Lopp 7 — 9
  - Lopp 8 — 11
  - Lopp 9 — (16)
  - Lopp 10 — 7
  - Lopp 11 — 8
  - Final — 78 (10:e plats)

Europajolle
- Maiko Sato
  - Lopp 1 — 21
  - Lopp 2 — 13
  - Lopp 3 — 20
  - Lopp 4 — 22
  - Lopp 5 — 22
  - Lopp 6 — 17
  - Lopp 7 — 22
  - Lopp 8 — (24)
  - Lopp 9 — 22
  - Lopp 10 — (23)
  - Lopp 11 — 13
  - Final — 172 (23r:e plats)

470
- Yumiko Shige och Yurie Alicia Kinoshita
  - Lopp 1 — 9
  - Lopp 2 — 5
  - Lopp 3 — 10
  - Lopp 4 — 7
  - Lopp 5 — 1
  - Lopp 6 — (14)
  - Lopp 7 — 8
  - Lopp 8 — 3
  - Lopp 9 — (12)
  - Lopp 10 — 12
  - Lopp 11 — 11
  - Final — 66 (8:e plats)

Laser
- Kunio Suzuki
  - Lopp 1 — (38)
  - Lopp 2 — 12
  - Lopp 3 — 19
  - Lopp 4 — 15
  - Lopp 5 — 32
  - Lopp 6 — (36)
  - Lopp 7 — 17
  - Lopp 8 — 25
  - Lopp 9 — 24
  - Lopp 10 — 30
  - Lopp 11 — 28
  - Final — 202 (27:e plats)

49er
- Kenji Nakamura och Tomoyuki Sasaki
  - Lopp 1 — 4
  - Lopp 2 — 4
  - Lopp 3 — 10
  - Lopp 4 — 15
  - Lopp 5 — 9
  - Lopp 6 — 16
  - Lopp 7 — (17)
  - Lopp 8 — 15
  - Lopp 9 — 15
  - Lopp 10 — 13
  - Lopp 11 — 16
  - Lopp 12 — (17)
  - Lopp 13 — 14
  - Lopp 14 — 16
  - Lopp 15 — 14
  - Lopp 16 — 12
  - Final — 173 (16:e plats)

## Simhopp
Herrarnas 3 m
- Ken Terauchi
  - Kval — 389,88
  - Semifinal — 226,89 — 616,77
  - Final — 407,58 — 634,47 (8:e plats)

Herrarnas 10 m
- Ken Terauchi
  - Kval — 457,59
  - Semifinal — 191,49 — 649,08
  - Final — 445,41 — 636,90 (5:e plats)

## Softboll
Grundomgång
|             | Spelade | Vunna | Förlorade | RF | RA | Procent |
| ----------- | ------- | ----- | --------- | -- | -- | ------- |
| Japan       | 7       | 7     | 0         | 18 | 7  | 1,000   |
| Australien  | 7       | 6     | 1         | 22 | 5  | 0,857   |
| Kina        | 7       | 5     | 2         | 26 | 4  | 0,714   |
| USA         | 7       | 4     | 3         | 19 | 6  | 0,571   |
| Italien     | 7       | 2     | 5         | 3  | 27 | 0,286   |
| Nya Zeeland | 7       | 2     | 5         | 12 | 22 | 0,286   |
| Kuba        | 7       | 1     | 6         | 6  | 30 | 0,143   |
| Kanada      | 7       | 1     | 6         | 13 | 18 | 0,143   |

## Triathlon
Damernas triathlon
- Kiyomi Niwata — 2:03:53,01 (14:e plats)
- Akiko Hirao — 2:04:18,70 (17:e plats)
- Haruna Hosoya — Fullföljde inte

Herrarnas triathlon
- Takumi Obara — 1:50:29,95 (21:a plats)
- Hideo Fukui — 1:52:04,79 (36:e plats)
- Hiroyuki Nishiuchi — 1:56:59,76 (46:e plats)